# Polärt T3-syndrom
Polärt T3-syndrom är ett tillstånd i ämnesomsättningen som ofta uppkommer hos personer som i mer än några månader befinner sig i arktiskt vinterklimat; samma tillstånd i Antarktis kallas antarktisk residenssyndrom. Tillståndet beror på att kroppen anpassar sin energiförbrukning till kylan.
Polärt T3-syndrom kännetecknas av att TSH blir dubbelt så känslig för stimulans från TRH som annars, vilket får TSH att öka. Som följd av detta påverkas inte nivåerna av tyroxin (T4) mycket, de sjunker endast marginellt. Forskning på hur trijodtyronin (T3) reagerar ger olika resultat: en del studier anger att T3 sjunker marginellt, men andra att det däremot ökar markant; de olika resultaten kan bero på hur väl personerna acklimatiserat sig. Samma personer får också högre värden kolesterol. Vid polärt T3-syndrom kan personer öka sitt energiintag utan att gå upp i vikt.
Polärt T3-syndrom orsakas av att kroppen försöker värma sig och är följaktligen en form av hypotermisk reaktion. Tillståndet är därmed en normal kroppsreaktion på en abnorm miljö. Det liknar inte subklinisk hypotyrodism, på grund av att sambandet mellan TSH, T4 och T3 har rubbats. Det påminner heller inte om euthyroid sick-syndromes eftersom kroppen inte är sjuk. Personer som lever under samma omständigheter, i mycket kallt klimat, har också oftare affektiva störningar och sömnproblem.
Dessa tillstånd gäller eutyroida personer (personer utan sköldkörtelsjukdom), och gäller förmodligen såväl norra som södra halvklotet.